# Aeromarine-Klemm AKL27
Die Aeromarine-Klemm AKL27 war ein kleines Transport- und Sportflugzeug der US-amerikanischen Aeromarine Plane and Motor Company aus dem Jahr 1930.

## Geschichte
Die Aeromarine-Klemm AKL27 wurde bei der Aeromarine-Klemm Corporation in Keyport, New Jersey als Lizenznachbau der Klemm L27 der Leichtflugzeugbau Klemm für den amerikanischen Markt konstruiert. Drei Prototypen entstanden 1930 durch den Umbau einer Serienmaschine vom Typ Aeromarine-Klemm AKL26B, die mit einem 110 PS Rearwin LeBlond 7DF Motor ausgerüstet wurden. Weitere zwei AKL26B-Serienmaschinen erhielten zusätzlich den von der Klemm L27 bekannten verstärkten Rumpfmittelkasten für die Frachtaufnahme.
Die Insolvenz der Aeromarine-Klemm Corporation verhinderte 1930 die Aufnahme der Serienproduktion der Aeromarine-Klemm AKL27. Es blieb bei den fünf Prototypen bzw. Vorserienflugzeugen. Sie wurden später von der Uppercu-Burnelli Aircraft Corporation übernommen. Ein Exemplar wurde später nach Mexico verkauft. Die Keane Aircraft Corporation erwarb 1937 die verbliebenen vier Maschinen, um sich mit diesen Flugzeugen an der Ausschreibung des US-Handelsministeriums für ein US-amerikanisches Volksflugzeug zu beteiligen.
Bei der Keane Aircraft Corporation wurden die Rearwin LeBlond 7DF Motore durch einen 82 PS Ford V8-Automotor ersetzt. Für Sportflugzwecke und zur Gewichtsreduzierung wurde die Tragfläche um 1 Metern verkürzt. Außerdem ersetzte Keane die Holzverkleidung durch eine Textilbespannung. Ein Prototyp wurde 1937 als Horace Keane-Klemm HKL27 zugelassen. Als Volksflugzeug sollte das Flugzeug zu einem Preis von 1800 US-Dollar angeboten werden. Zu einer Serienaufnahme kam es allerdings nicht.

## Varianten
- AKL27 – Serienmaschine mit 110 PS LeBlond 7DF (durch Umbau aus AKL26B), davon zwei Maschinen mit Rumpfkasten
- HKL27 – Volksflugzeug von Horace Keane aus dem Jahr 1937 mit Ford V8-Automotor

## Technische Daten
| Kenngröße             | Aeromarine-Klemm AKL27 (1930)              | Keane HKL27 (1937)                  |
| --------------------- | ------------------------------------------ | ----------------------------------- |
| Besatzung             | 1                                          | 1                                   |
| Passagiere            | 1                                          | 1                                   |
| Länge                 | 7,45 m                                     | 7,13 m                              |
| Spannweite            | 12,05 m                                    | 11,22 m                             |
| Höhe                  | 2,18 m                                     | 2,43 m                              |
| Flügelfläche          | 19,32 m²                                   | 15,51 m²                            |
| Leermasse             | 653 kg (Schwimmer)                         | 500 kg                              |
| max. Startmasse       | 880 kg                                     | 793 kg                              |
| Reisegeschwindigkeit  | 136 km/h                                   | 151 km/h                            |
| Höchstgeschwindigkeit | 175 km/h                                   | 180 km/h                            |
| Dienstgipfelhöhe      |                                            | 3650 m                              |
| Reichweite            | 725 km                                     | 725 km                              |
| Triebwerke            | ein Rearwin LeBlond 7DF mit 110 PS (81 kW) | ein Ford V8-Motor mit 82 PS (60 kW) |